# Années 2020 en sociologie
Ci-dessous figurent les événements relatifs à la sociologie survenus au cours des années 2020.

## 2020

### Publications
- x

### Décès
- x

### Autres
- x

## 2021

### Publications
- x

### Décès
- x

### Autres
- x

## 2022

### Publications
- x

### Décès
- x

### Autres
- x

## 2023

### Publications
- x

### Décès
- x

### Autres
- x

## 2024

### Publications
- x

### Décès
- x

### Autres
- x

## 2025

### Publications
- x

### Décès
- x

### Autres
- x

## 2026

### Publications
- x

### Décès
- x

### Autres
- x

## 2027

### Publications
- x

### Décès
- x

### Autres
- x

## 2028

### Publications
- x

### Décès
- x

### Autres
- x

## 2029

### Publications
- x

### Décès
- x

### Autres
- x